# Agnieszka Ligięza
Agnieszka Ligięza (ur. 19 marca 1986 w Tarnowie) – polska lekkoatletka specjalizująca się w biegach sprinterskich. Absolwentka Politechniki Krakowskiej.

## Kariera
Medalistka mistrzostw Polski seniorów ma w indywidualnym dorobku srebrny medal w biegu na 100 metrów (Bydgoszcz 2011), srebrny medal w biegu na 200 m Młodzieżowych Mistrzostw Polski w Grudziądzu, brązowy Mistrzostw Polski Seniorów w Szczecinie w sztafecie 4x100 m. Uczestniczka Mistrzostw Świata Daegu 2011, Drużynowych Mistrzostw Europy Sztokholm 2011 oraz meczów międzypaństwowych.
Rekord życiowy: bieg na 100 metrów – 11,61 (11 sierpnia 2011, Bydgoszcz), bieg na 200 metrów – 23,77 (19 czerwca 2010, Kraków)